# Tennislife Cup
La Tennislife Cup è stato un torneo professionistico di tennis giocato sulla terra rossa, che faceva parte dell'ATP Challenger Tour. Si giocava annualmente a Napoli in Italia dal 2007 al 2011.

## Albo d'oro

### Singolare
| Anno | Campione       | Finalista                | Punteggio     |
| ---- | -------------- | ------------------------ | ------------- |
| 2011 | Leonardo Mayer | Alessandro Giannessi     | 6–3, 6–4      |
| 2010 | Fabio Fognini  | Boris Pašanski           | 6–4, 4–2 rit. |
| 2009 | Frederico Gil  | Potito Starace           | 2–6, 6–1, 6–4 |
| 2008 | Tomas Tenconi  | Lamine Ouahab            | 6–7, 6–3, 6–1 |
| 2007 | Jurij Ščukin   | Martín Vassallo Argüello | 7–6, 6–1      |

### Doppio
| Anno | Campione                                | Finalista                             | Punteggio           |
| ---- | --------------------------------------- | ------------------------------------- | ------------------- |
| 2011 | Jurij Ščukin Antonio Veić               | Hsieh Cheng-peng Lee Hsin-han         | 6(5)–7, 7–5, [10–8] |
| 2010 | Daniel Muñoz de la Nava Simone Vagnozzi | Andreas Haider-Maurer Bastian Knittel | 1–6, 7–6(5), [10–6] |
| 2009 | Frederico Gil Ivan Dodig                | Thiago Alves Lukáš Rosol              | 6–1, 6–3            |
| 2008 | Leonardo Azzaro Alessandro Motti        | Ismar Gorčić Antonio Maiorano         | 6–7, 6–3, [10–7]    |
| 2007 | Tomas Behrend Christopher Kas           | Leonardo Azzaro Alessandro Motti      | 7–6, 6–2            |